# Maurizio Serra
Maurizio Serra (Londres, 3 de junio de 1955) es un escritor y diplomático italiano. Es miembro de la Academia Francesa desde el año 2020, cuando fue elegido al asiento número 13 que había sido ocupado por Simone Veil.

## Datos biográficos
Maurizio Serra ha sido diplomático en diversas embajadas de Italia: en Berlín, Moscú y Londres; después ha dirigido el Instituto diplomático del ministerio de los Asuntos exteriores italiano en Roma. Embajador de Italia ante la Unesco de 2010 a 2013 en París. Más tarde lo fue también ante la Organización de las Naciones Unidas  y ante otras organizaciones internacionales en Ginebra de 2013 a 2018. Actualmente está a cargo de la misión para el desarrollo de la política cultural de Italia al extranjero. 
Es igualmente el autor de numerosos ensayos y artículos así como de una serie de obras entre los cuales las biografías de los escritores Curzio Malaparte (premios Goncourt de la biografía 2018), Italo Svevo y Gabriele De Annunzio que ha escrito  en su lengua meterna y también directamente en francés.
El 23 de junio de 2008, fue elegido miembro de la Academia de las ciencias morales y políticas francesa, ocupando la segunda butaca de la sección general, en sustitución de Jean-François Gravier.
El 9 de enero de 2020, fue elegido miembro de la  Academia francesa ocupando el escaño de Simone Veil,.

## Publicaciones
- El Pasajero del siglo. Guerras, revoluciones, Europes, con François Fejtö, París, Ediciones Hachette, 1999, 373 p. (ISBN 2-01-235383-5)
- Los Hermanos separados. Drieu La Rochelle, Aragón, Malraux frente a la historia , [« Fratelli separati : Drieu-Aragón-Malraux : él fascista, él comunista, el avventuriero »], trad. de Carole Cavallera, París, La Mesa Redonda, 2008, 319 p.  (ISBN 978-2-7103-2979-4) premio de la lengua y de la literatura francesa (Academia francesa) 2008.
- Filippo Tommaso Marinetti y la revolución futurista, trad. de Carole Cavallera, París, Ediciones de La Herne, coll. « Carnés del Herne », 2008, 115 p.  (ISBN 978-2-85197-881-3)[6]
- Curzio Malaparte, vidas y leyendas, París, Ediciones Grasset y Fasquelle, 2011, 634 p. ISBN 978-2-246-75281-3[7][8] premio Goncourt de biografía 2011[9] premio Casanova 2011[10]
- Italo Svevo o el antivie, París, Ediciones Grasset y Fasquelle, 2013, 400 p.  (ISBN 978-2-246-78736-5)
- Una generación perdida. Los Poetas-guerreros en Europa de los años 1930, trad. de Carole Cavallera, París, Ediciones del Umbral, 2015, 360 p.  (ISBN 978-2-02-117011-5)
- El esteta armato. Él Poeta-Condottiero nell'Europa degli anni Trenta, Lavis La Finestra editora, 404 p.  (ISBN 978-8895925-54-7)
- De Annunzio el magnífico, París, Ediciones Grasset y Fasquelle, 2018, 697 p.
- Amores diplomáticos, París, Ediciones Grasset y Fasquelle, 2020, 320 p.  (ISBN 978-2-246-81801-4)
- El misterio Mussolini, Perrin, 2021, 500 p.  (ISBN 978-2-262-08171-3)

## Ediciones en español
- Malaparte, vidas y leyendas, traducción de Juan Manuel Salmerón Arjona, Barcelona, Tusquets, 2011.
- La antivida de Italo Svevo, traducción de Ester Quirós, Madrid, Fórcola, 2017.
- Marinetti. Retrato de un revolucionario, traducción de Ester Quirós, Madrid, Fórcola, 2021.
- El esteta armado. Escritores guerreros en la Europa de los años treinta, traducción de Ester Quirós, Madrid, Fórcola, 2023.

## Premios
- 2018, Premio Príncipe-Pierre-de-Mónaco para la creación literaria por el conjunto de su obra.[11]